# H.E.R.O.
H.E.R.O. (acronyme pour Helicopter Emergency Rescue Operation) est un jeu vidéo de plates-formes édité en 1984 par Activision. D'abord développé pour l'Atari 2600, le jeu est porté sur Apple II, Atari 5200, Atari 8-bit, ColecoVision, Commodore 64, MSX, SG-1000 et ZX Spectrum.

## Système de jeu
Le joueur prend le contrôle de Roderick Hero dont le but est de secourir des victimes piégées au fond d'une mine formée d'un dédale de puits. Il est équipé d'un sac à dos avec hélice qui lui permet de planer, d'un fusil laser et d'une provision d'explosifs. Le sac à dos a une quantité de puissance limitée, forçant le joueur à atteindre les mineurs avant l'épuisement de l'alimentation. Certains passages sont bloqués par des effondrements qui nécessitent l'utilisation des explosifs mais leur nombre est limité et il faut s'éloigner au moment de l'explosion. La mine est peuplée par des araignées, des chauves-souris et d'autres créatures mortelles au toucher. Elles peuvent être détruites avec le laser ou la dynamite. Des lanternes éclairent la mine mais plongent des parties dans l'obscurité si elles sont cognées. Enfin, certaines zones inondées au fond de la mine sont fatales. Les points sont marqués à chaque créature et chaque éboulement détruit, lors du sauvetage des mineurs ainsi que pour la quantité d'énergie restante dans le sac à dos et le nombre de dynamites non utilisées. Roderick récupère une vie tous les 20 000 points.

## Développement
Aux débuts d'Activision, alors que l'entreprise connaissait une croissance importante, elle commence à établir des antennes dans d'autres villes que son siège social de Californie. La première d'entre elles se trouvait dans le New Jersey et est créée après que Garry Kitchen (en), développeur remarqué pour son portage de Donkey Kong sur Atari 2600, contacte l'entreprise début 1982 ; il la rejoint au mois de juin, entrainant avec lui son équipe, dont le développeur John Van Ryzin. Ce dernier, qui avait alors déjà développé sur Apple II avec des amis, travaille sur un projet nommé Cosmic Commuter pendant neuf mois, mais ce dernier est annulé car, bien que techniquement réussi, les testeurs ne le trouvaient pas amusant. Van Ryzin se lance alors dans le développement d'un nouveau jeu, qui deviendra H.E.R.O..
Pour développer le jeu, Van Ryzin s'inspire d'une visite de grottes lors d'un de ses voyages, qui lui donne l'idée de réaliser des niveaux dans des cavernes. Etant fan de comic books et de Superman, il décide d'en faire le concept du jeu. Il commence par développer les formes, les grottes et les contrôles du jeu, puis les ennemis, les niveaux et les éléments dans les grottes. Il crée les textures et les effets sonores, programme le jeu en assembleur, avec un PDP-11 et un débogueur. Pour lui, il s'agissait de l'état de l'art, car auparavant il n'utilisait même pas de débogueur sur ses jeux sur Apple II. Le jeu est développé pour une cartouche de huit kilooctets.
Pendant le développement, Van Ryzin rajoute des éléments non prévus au jeu, comme le fait d'avoir de la dynamite comme arme et de nouveaux types d'ennemis avec d'autres comportements, comme les serpents qui peuvent se cacher dans les murs. Selon Van Ryzin, « la meilleure chose avec Activision, c'est qu'il n'y avait ni deadline ni limite de budget : le jeu sortait lorsqu'il était jugé suffisamment bon ». Il utilise ce temps pour améliorer les contrôles de l'hélicoptère et pour mettre en place une progression de la difficulté à travers les niveaux. Il développe d'abord les niveaux intermédiaires, puis la fin et enfin les niveaux de début. Il reçoit des retours importants d'autres développeurs du New Jersey, dont des suggestions telles que la possibilité pour les lampes de se briser, ce qui force le joueur à se retrouver dans le noir. D'autres éléments sont ajoutés plus tard dans le jeu, comme les phases en radeau et le monstre tentaculaire. Après que le jeu ait été approuvé par l'équipe californienne, ceux-ci créent le manuel, le marketing et la boite du jeu.

## Accueil
H.E.R.O sort sur Atari 2600 le 30 mars 1984. Plus tard dans l'année, il sort sur ColecoVision.
Les critiques de Computer Entertainer (en) apprécient la courbe de difficulté et le fait de pouvoir commencer une partie directement dans les niveaux difficiles.

## Adaptations
En 2010, le jeu ressort sur le service Games for Windows – Live pour la Xbox 360.

## Postérité
Le jeu est l'une des entrées de l'ouvrage Les 1001 jeux vidéo auxquels il faut avoir joué dans sa vie.